# Butheoloides annieae
Espèce
Butheoloides annieae est une espèce de scorpions de la famille des Buthidae.

## Distribution
Cette espèce est endémique de Côte d'Ivoire. Elle se rencontre vers la station d'écologie de Lamto.

## Description
Le mâle holotype mesure 22,3 mm et la femelle paratype 21,1 mm.

## Étymologie
Cette espèce est nommée en l'honneur d'Annie Prieur Lourenço.

## Publication originale
- Lourenço, 1986 : « Les Scorpions de la station écologique de Lamto (Côte d'Ivoire). » Bulletin du Muséum national d'histoire naturelle. Section A, Zoologie, biologie et écologie animales, sér. 4, vol. 8, no 1, p. 199-208 (texte intégral).